# Trận Spera
Trận Spera diễn ra vào sáng sớm Chủ nhật, ngày 27 tháng 7 năm 2008, khi có đến 70 phiến quân bị hạ sát khi các trực thăng võ trang và bộ binh đẩy lui một cuộc tấn công đồn quân chính phủ của khoảng 100 phiến quân ở quận Spera thuộc tỉnh Khost, ở phía đông Afghanistan gần biên giới Pakistan. Đây là một trong một loạt các trận đánh lớn diễn ra giữa thành phần phiến quân Taliban và quân chính phủ cùng đồng minh trong vài tuần lễ qua.

## Diễn biến
Có khoảng 100 phiến quân tìm cách tràn ngập quận lỵ Spera, nằm cách biên giới với Pakistan chừng 9 dặm (khoảng 15 cây số), khởi sự cuộc tấn công vào lúc 2 giờ sáng bằng cách bắn súng phóng lựu cũng như súng cá nhân vào lực lượng cảnh sát trấn đóng nơi đây. Cảnh sát và các binh sĩ thuộc Lực lượng Trợ giúp An ninh Quốc tế của NATO bao vây phiến quân và gọi trực thăng võ trang đến yểm trợ. Một số phiến quân sau đó chạy vào một tòa nhà gần đó và bị trực thăng bắn rốc két tiêu diệt. Cảnh sát Quốc gia Afghanistan và Lực lượng Trợ giúp An ninh Quốc tế tiếp tục giao tranh với phiến quân với hỏa lực trên không và trên bộ cho đến rạng sáng.
Tỉnh trưởng Khost, vốn gồm cả Spera, nói rằng số phiến quân bị giết lên đến từ 50 đến 70 người. Theo tỉnh trưởng Arsala Jamal nói với báo chí, phiến quân giết một cảnh sát viên trong đợt tấn công đầu tiên và bắt một cảnh sát viên khác rồi sau đó chặt đầu ông ta. Phiến quân đã "tiến rất gần" tòa nhà hành chánh quận ở Sepra trước khi trực thăng tới nơi. Các cuộc xạ kích của trực thăng võ trang sau đó phải ngưng lại để tránh thương vong cho thường dân sau khi phiến quân chạy trốn vào nhà dân. Theo tỉnh trưởng Arsala Jamal, lực lượng đồng minh đã có thể giết thêm nhiều phiến quân Taliban nếu chúng không chạy trốn vào làng. Những người bị hạ là thành phần đang tập trung ở một khu vực bên ngoài làng.

## Khác
Trong một cuộc tấn công khác ở Khost ngày 27 tháng 7, một tên khủng bố tự sát cho nổ bom trong căn lều của một toán bảo vệ an ninh công trường làm đường, làm thiệt mạng một người và làm bị thương sáu người khác.